# Гарай (футбольный клуб)
«Гарай» — любительский футбольный клуб из города Жовква Львовской области. Основан в 1992 году. В сезонах 1995/96—1998/99 играл на профессиональном уровне, во второй лиге. В сезоне 1993/94 команда стала чемпионом Львовской области, а в 2002 году «Гарай» выиграл любительский Кубок Украины
.

## Достижения
- Победитель Второй зоны любительской лиги 1994—1995
- Любительский кубок Украины по футболу: 2002
- Чемпионат Львовской области:
  - Чемпион: 1994
  - Серебряный призер: 2002, 2003, 2004
- Кубок Львовской области:
  - Обладатель: 1995

## Выступления в чемпионатах Украины
| Сезон   | Дивизион            | Место в чемпионате | И  | В  | Н  | П  | ГЗ | ГП | О  | Кубок Украины |
| ------- | ------------------- | ------------------ | -- | -- | -- | -- | -- | -- | -- | ------------- |
| 1995/96 | Вторая лига Украины | 8 из 22            | 40 | 20 | 7  | 13 | 49 | 35 | 67 | 1/16 финала   |
| 1996/97 | Вторая лига Украины | 10 из 16           | 30 | 10 | 7  | 13 | 29 | 28 | 37 | 1/32 финала   |
| 1997/98 | Вторая лига Украины | 16 из 18           | 34 | 9  | 11 | 14 | 29 | 43 | 38 | 1/64 финала   |
| 1998/99 | Вторая лига Украины | 15 из 15           | 28 | 2  | 4  | 22 | 9  | 16 | 4  | Не участвовал |